# Sundersi
 (décembre 2023).
La mise en forme du texte ne suit pas les recommandations de Wikipédia : il faut le « wikifier ».
Les points d'amélioration suivants sont les cas les plus fréquents. Le détail des points à revoir est peut-être précisé sur la page de discussion.
- Les titres sont pré-formatés par le logiciel. Ils ne sont ni en capitales, ni en gras.
- Le texte ne doit pas être écrit en capitales (les noms de famille non plus), ni en gras, ni en italique, ni en « petit »…
- Le gras n'est utilisé que pour surligner le titre de l'article dans l'introduction, une seule fois.
- L'italique est rarement utilisé : mots en langue étrangère, titres d'œuvres, noms de bateaux, etc.
- Les citations ne sont pas en italique mais en corps de texte normal. Elles sont entourées par des guillemets français : « et ».
- Les listes à puces sont à éviter, des paragraphes rédigés étant largement préférés. Les tableaux sont à réserver à la présentation de données structurées (résultats, etc.).
- Les appels de note de bas de page (petits chiffres en exposant, introduits par l'outil «  Source ») sont à placer entre la fin de phrase et le point final[comme ça].
- Les liens internes (vers d'autres articles de Wikipédia) sont à choisir avec parcimonie. Créez des liens vers des articles approfondissant le sujet. Les termes génériques sans rapport avec le sujet sont à éviter, ainsi que les répétitions de liens vers un même terme.
- Les liens externes sont à placer uniquement dans une section « Liens externes », à la fin de l'article. Ces liens sont à choisir avec parcimonie suivant les règles définies. Si un lien sert de source à l'article, son insertion dans le texte est à faire par les notes de bas de page.
- La présentation des références doit suivre les conventions bibliographiques. Il est recommandé d'utiliser les modèles {{Ouvrage}}, {{Chapitre}}, {{Article}}, {{Lien web}} et/ou {{Bibliographie}}. Le mode d'édition visuel peut mettre en forme automatiquement les références.
- Insérer une infobox (cadre d'informations à droite) n'est pas obligatoire pour parachever la mise en page.

Pour une aide détaillée, merci de consulter Aide:Wikification.
Si vous pensez que ces points ont été résolus, vous pouvez retirer ce bandeau et améliorer la mise en forme d'un autre article.
 (février 2024).
 (décembre 2023).
Sundersi est une ville du district de Shajapur du Madhya Pradesh connue pour son temple  Mahakaleshwar Jyotirlinga qui reflète celui d'Ujjain. 

## Données démographiques
Au recensement indien de 2011, Sundersi comptait 11 112 habitants. Les hommes constituent 52 % de la population et les femmes 48 %. Sundersi a un taux d'alphabétisation moyen de 58,4 %, inférieur à la moyenne nationale de 59,5 % : l'alphabétisation des hommes est de 75 % et celle des femmes de 24,3 %. A Sundersi, 15 % de la population a moins de 6 ans.

## Histoire

### Dynastie Parmara (ère Parmara)
Sundersi, qui se trouve dans la région de Malwa dans le Madhya Pradesh, a une longue histoire qui a commencé lorsque le roi Sudarshan a fondé la ville en 1032 av. J.-C. Elle a prospéré en tant que métropole à son apogée. Notamment,  Sundarabai, la sœur du roi Vikramaditya d'Ujjain, s'est mariée à Sundersi, ce qui a inspiré le roi Vikramaditya à construire le  temple Mahakaleshwar Jyotirlinga et plusieurs autres temples en son honneur.

### Empire moghol (ère moghole)
La reconnaissance historique est venue à la ville quand Abul Fazal, l'un des neuf joyaux d'Akbar, a écrit sur Sundersi dans son livre "Ain-e-Akbari". Cette reconnaissance souligne l'importance de la ville pendant l'empire moghol.

### Raj britannique (ère britannique)
Sundersi a contribué au mouvement indépendantiste dans un cadre plus moderne. Tatya Tope, la célèbre guerrière de l'indépendance, est venue à Sundersi pour organiser une rébellion contre le Raj britannique et la Compagnie des Indes orientales à Malwa.

## Géographie
Sundersi est situé sur le plateau de Malwa à 23,26°N 76,44°E. Son altitude moyenne est de 450 mètres. La ville se trouve à 88 km de l'aéroport Devi Ahillyabai Holkar et est accessible par une très bonne route. La ville est située au bord de la rivière Kalisindh. Il est situé entre Shajapur et Shujalpur sur la SH-17 et à 24 km. de Shajapur, à 30 kilomètres de Shujalpur et à 82 kilomètres d'Indore. La ville est située à 600 km de la capitale New Delhi.
La ville est située sur les rives de la rivière Kalisindh. Le sol noir est la caractéristique déterminante des parties nord et ouest de Sundersi, tandis que des conditions infertiles et arides se retrouvent dans la zone sud (Baldi) et dans une grande partie de la partie orientale (Lalbazar). Garhmundla est un ruisseau situé au sud-ouest, à proximité du sanctuaire Mahakaleshwar Jyotirlinga.

## Attractions touristiques
Mahakaleshwar Jyotirlinga : le plus grand temple de Sundersi, situé au sud, est consacré au Seigneur Shiva.
Temple Harsiddhi Mata : Ce temple est dédié à Harsiddhi Mata et est situé près de Mahakal Ashram et du temple Mahakaleshwar Jyotirlinga.
Temple Gora Bhairav : L'un des principaux temples dédiés au Seigneur Gora Bhairav, situé dans le village de Bhairupura à l'ouest de Sundersi.
Gopal Mandir : Ce temple est consacré au Seigneur Krishna et est situé dans la zone du marché de Sundersi.
Temple Kshipreshwar Mahadev : Ce temple est dédié au Seigneur Shiva et est situé sur les rives de la rivière Kalisindh.
Temple Jageshwar Mahadev : Ce temple est consacré au Seigneur Shiva et est situé dans la partie centrale nord-est de Sundersi.